# Häusergruppe Rückertstraße

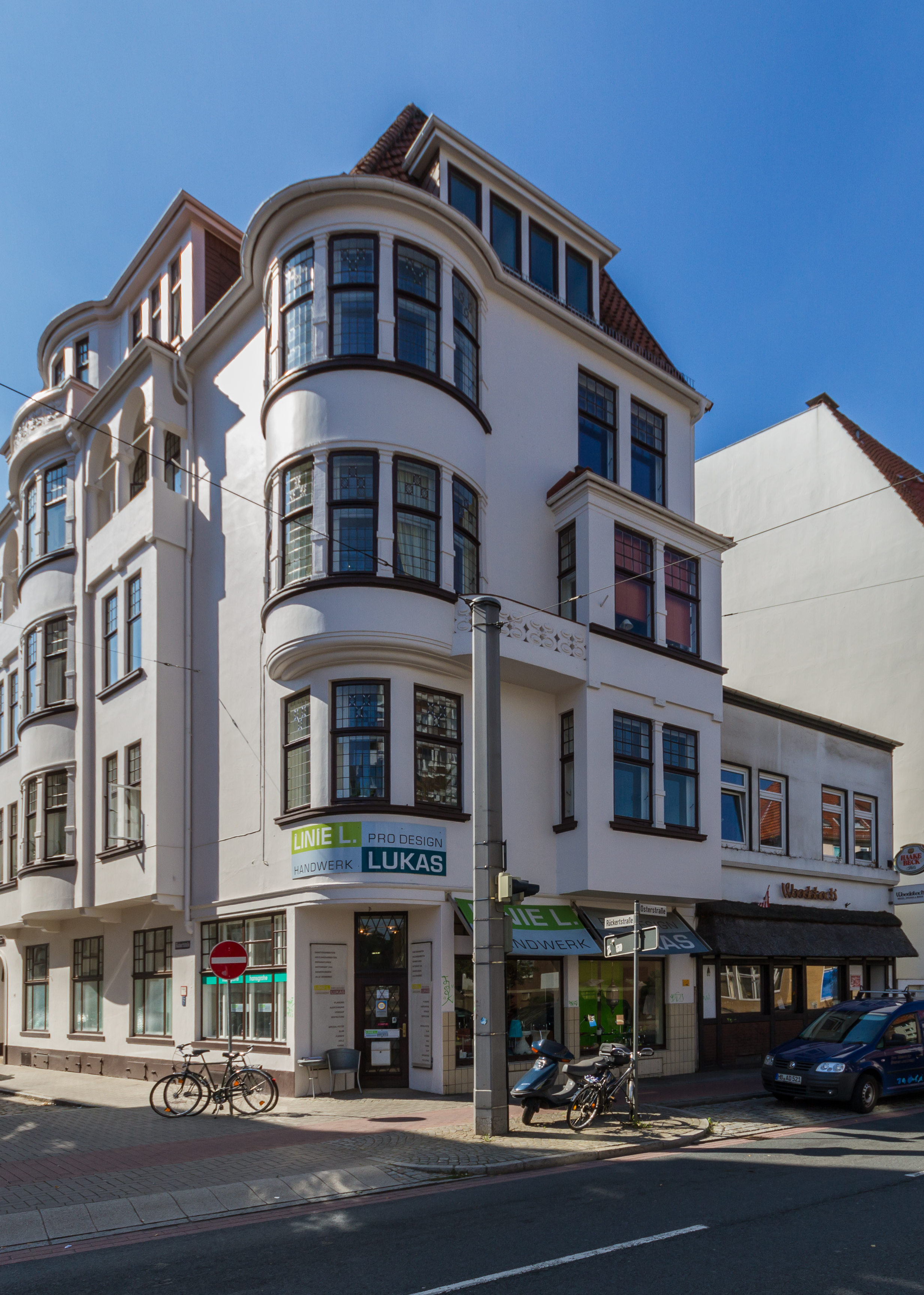
Rückertstrasse Nr. 1

Die Häusergruppe Rückertstraße und Osterstraße in Bremen, Stadtteil Neustadt, Ortsteil Alte Neustadt, entstand von 1905 bis 1907 nach Plänen von Friedrich Lüthke. Diese Gebäudegruppe steht seit 1979/1982 unter Bremer Denkmalschutz.
Die Rückertstraße führt in Nord-Süd-Richtung von der Osterstraße (wg. der östlichen Lage der Straße) über die Kleine Annenstraße zur Großen Johannisstraße, parallel zur Friedrich-Ebert-Straße. Sie wurde benannt nach dem Dichter und Sprachgelehrten Friedrich Rückert (1788–1866).

## Geschichte
Die verputzten, viergeschossigen Miets- und Geschäftshäuser wurden in der Epoche der Jahrhundertwende für eine Mittelschicht erbaut. Bauherr, Planer und Ausführer war das Baugeschäft Friedrich Lüthke. Die Neudeutsche Bauzeitung Nr. 3 berichtete 1907 über Die Fünfhäusergruppe an der Osterstraße zu Bremen.
Zum Ensemble gehören die Häuser
- Rückertstraße Nr. 1 bis 34:
- Friedrich-Ebert-Straße Nr. 11,13 und 15
- Osterstraße Nr. 47 bis 50

Die Gebäudegruppe blieb im Zweiten Weltkrieg weitgehend erhalten. Die Bauten wurden mehrfach saniert und einige umgebaut u. a. nach Plänen von Hugo Wagner und Heinz-Georg Rehberg.
Aktuell (2017) werden die Gebäude als Wohn- und Geschäftshäuser genutzt.

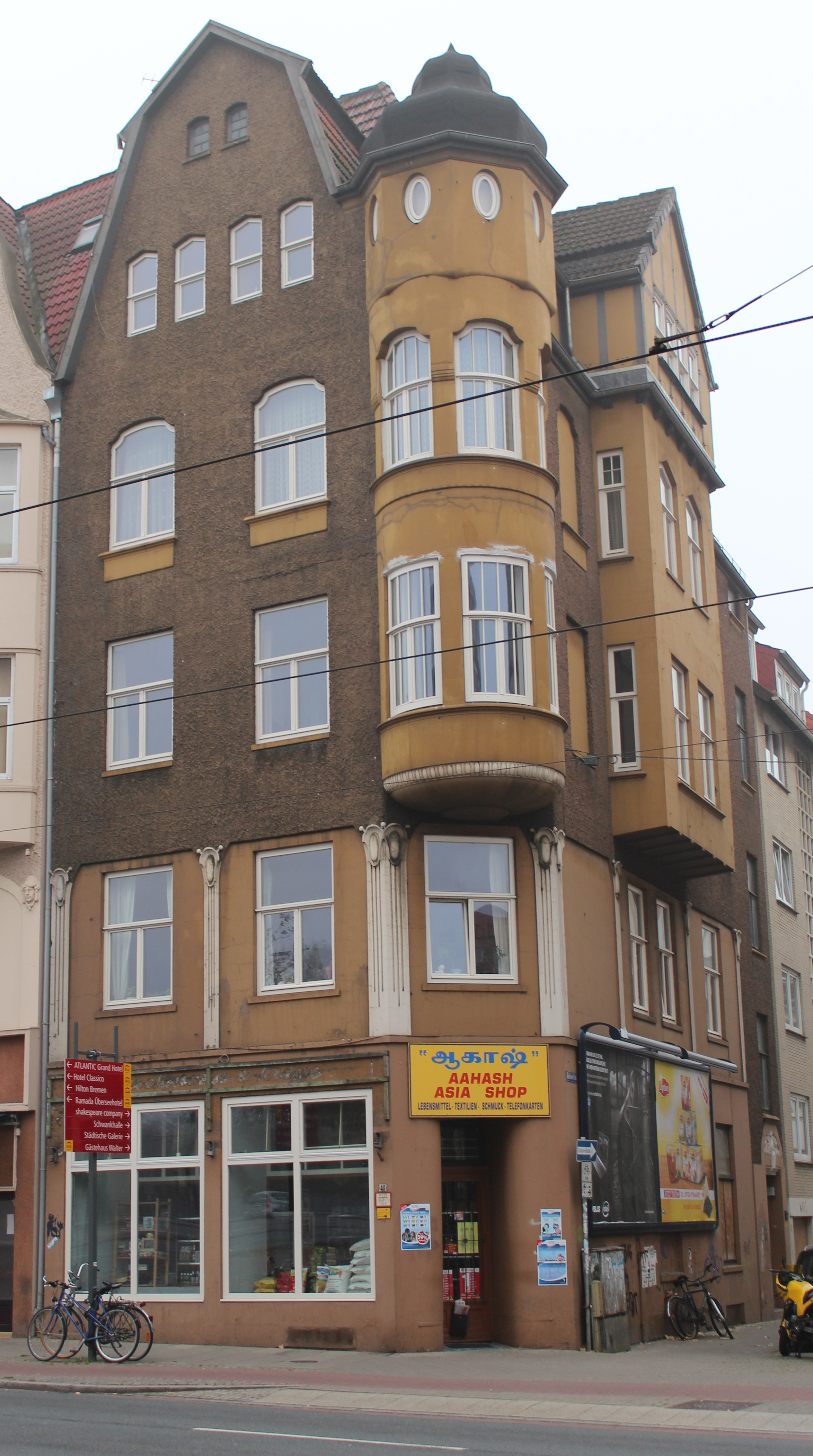
Osterstraße 48/Rückertstraße 2
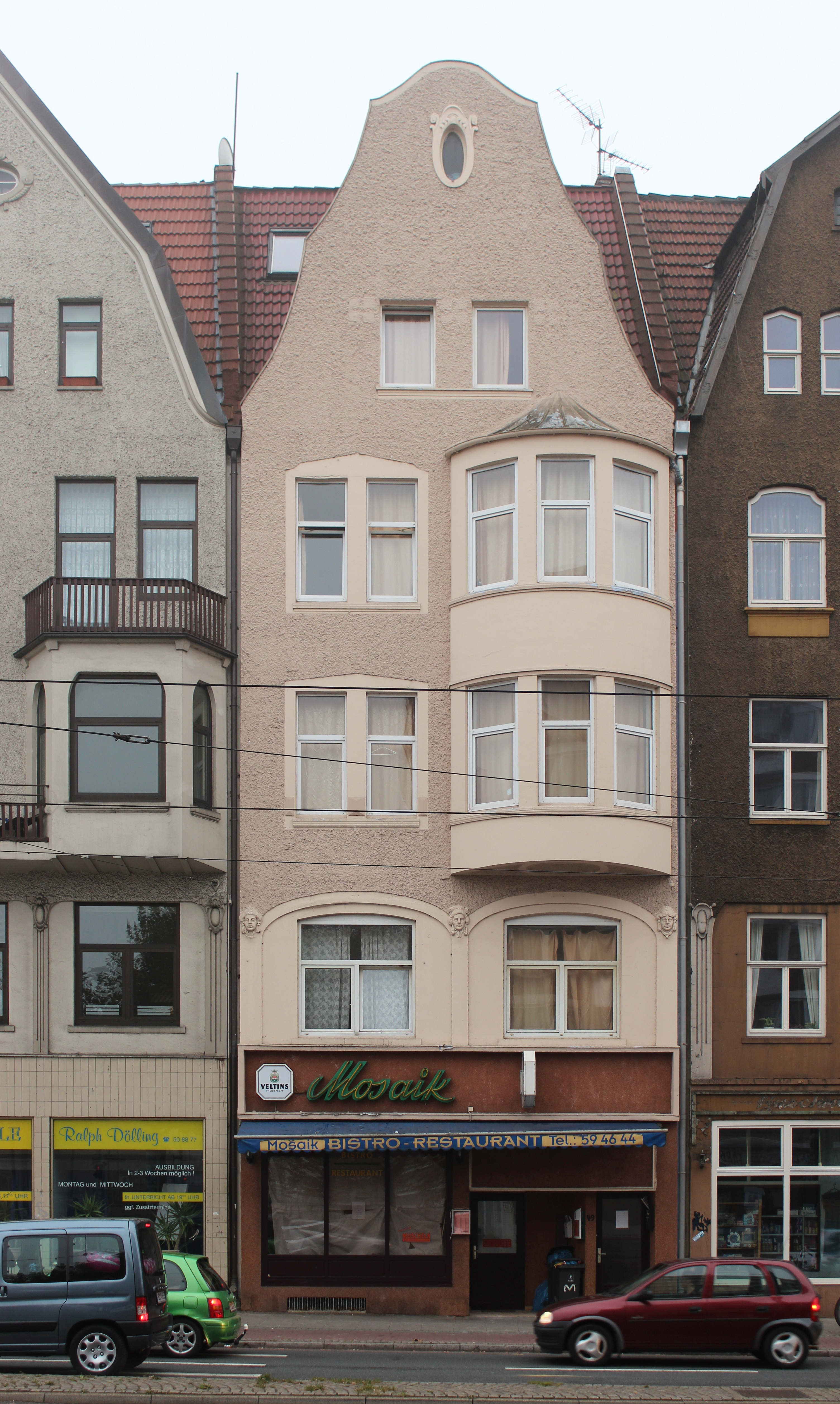
Osterstraße 49
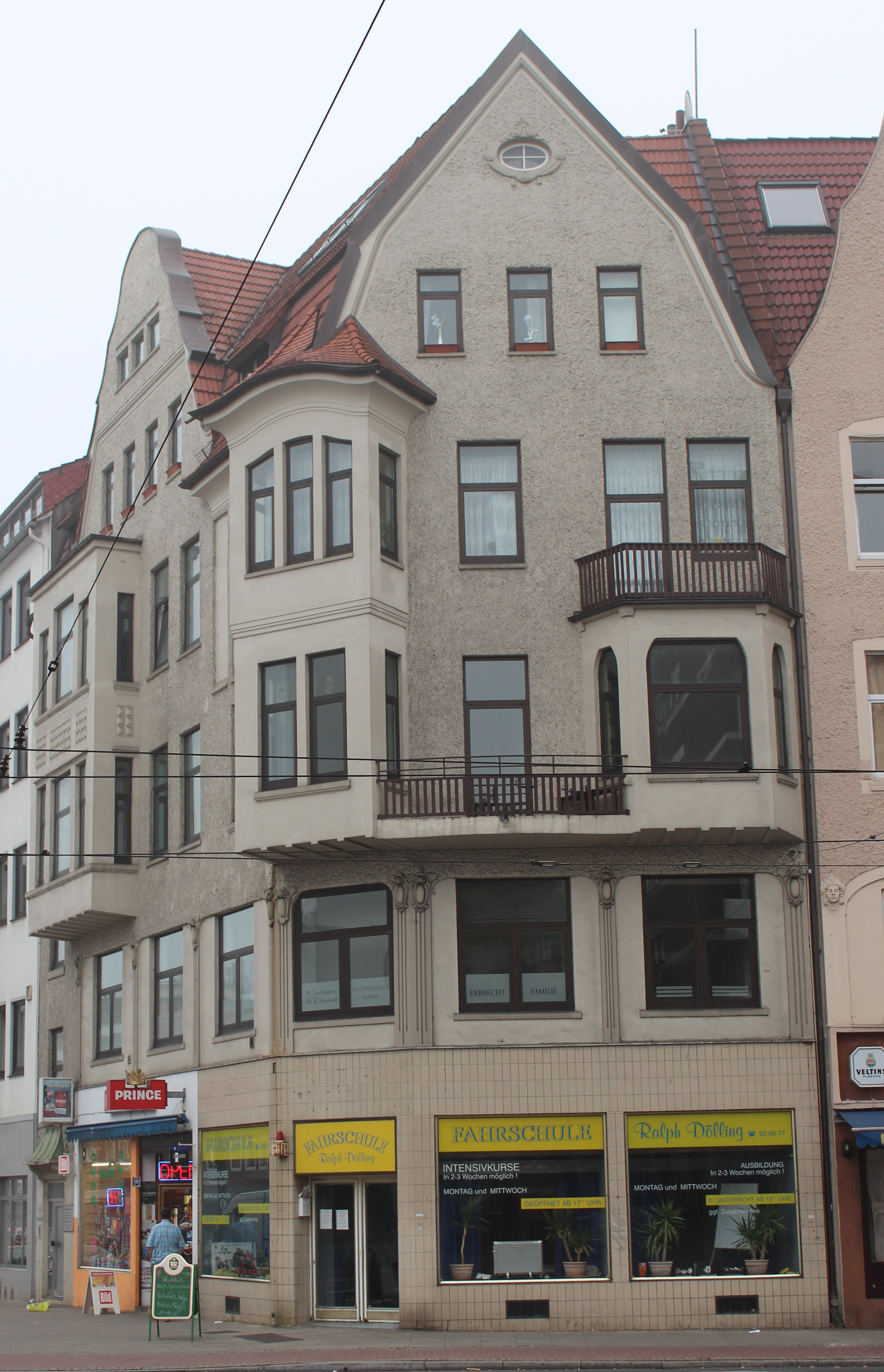
Osterstraße 50/Friedrich-Ebert-Straße
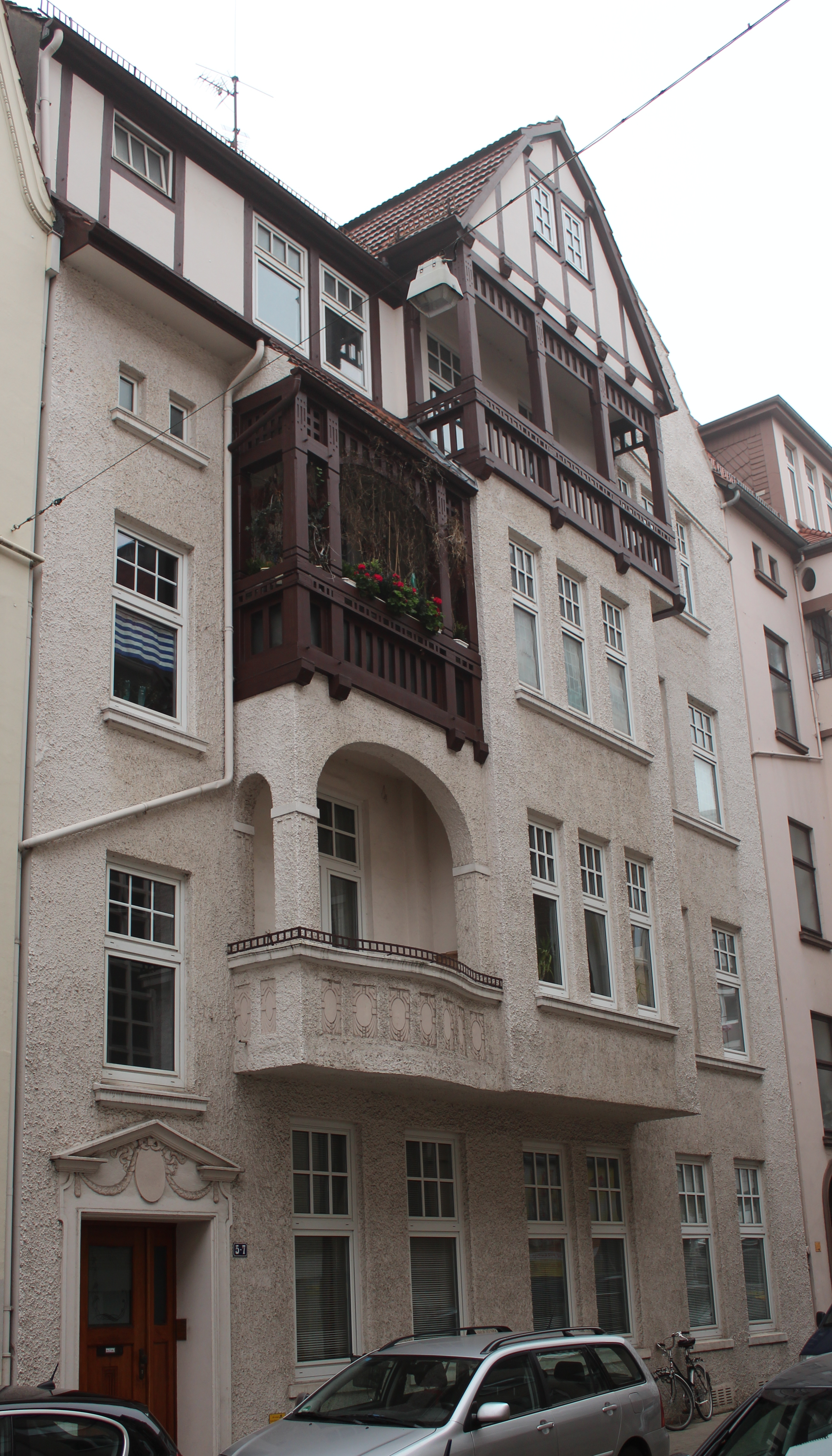
Rückertstraße 5–7
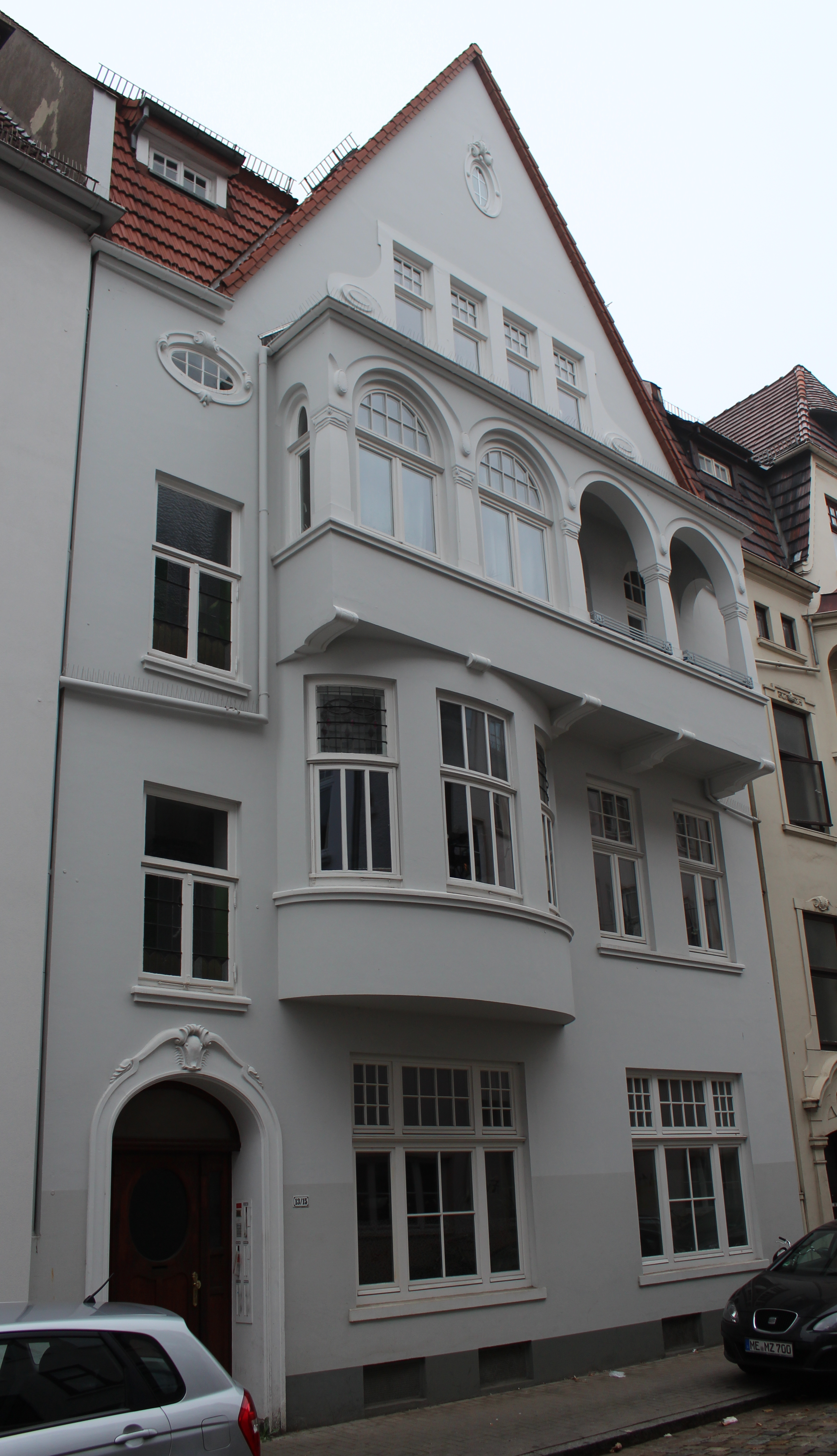
Rückertstraße 13–15
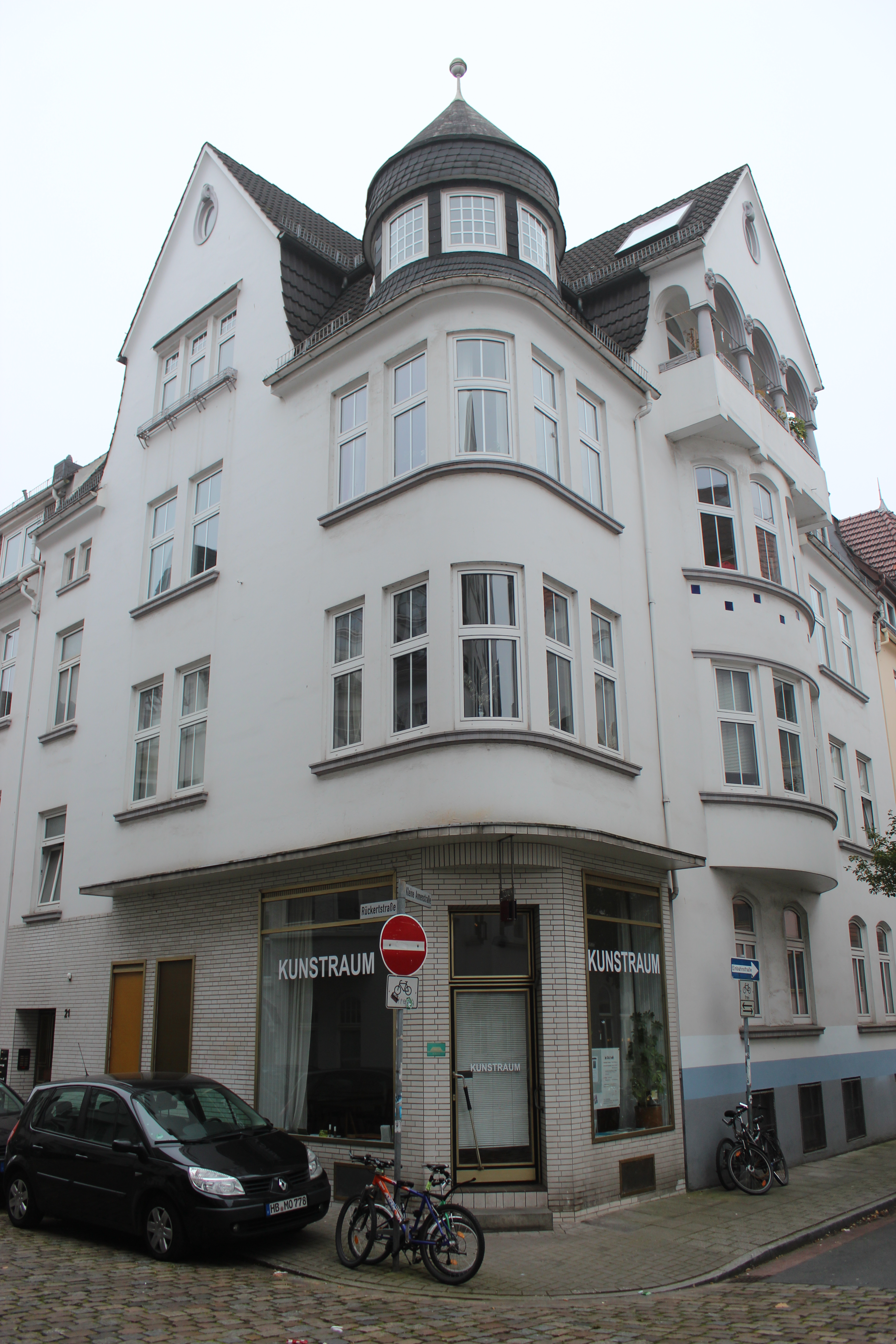
Rückertstraße 21/Kleine Annenstraße 17
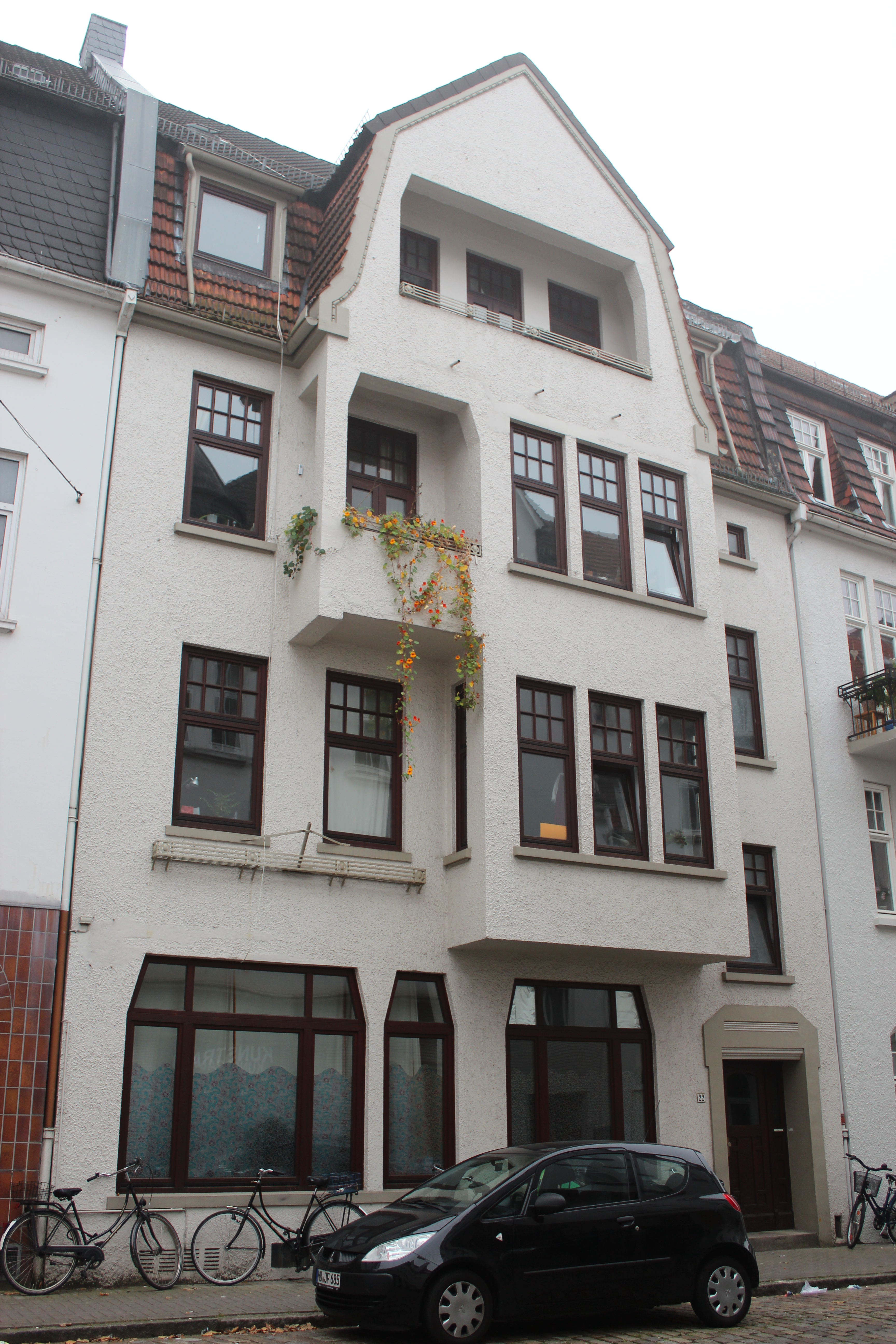
Rückertstraße 22
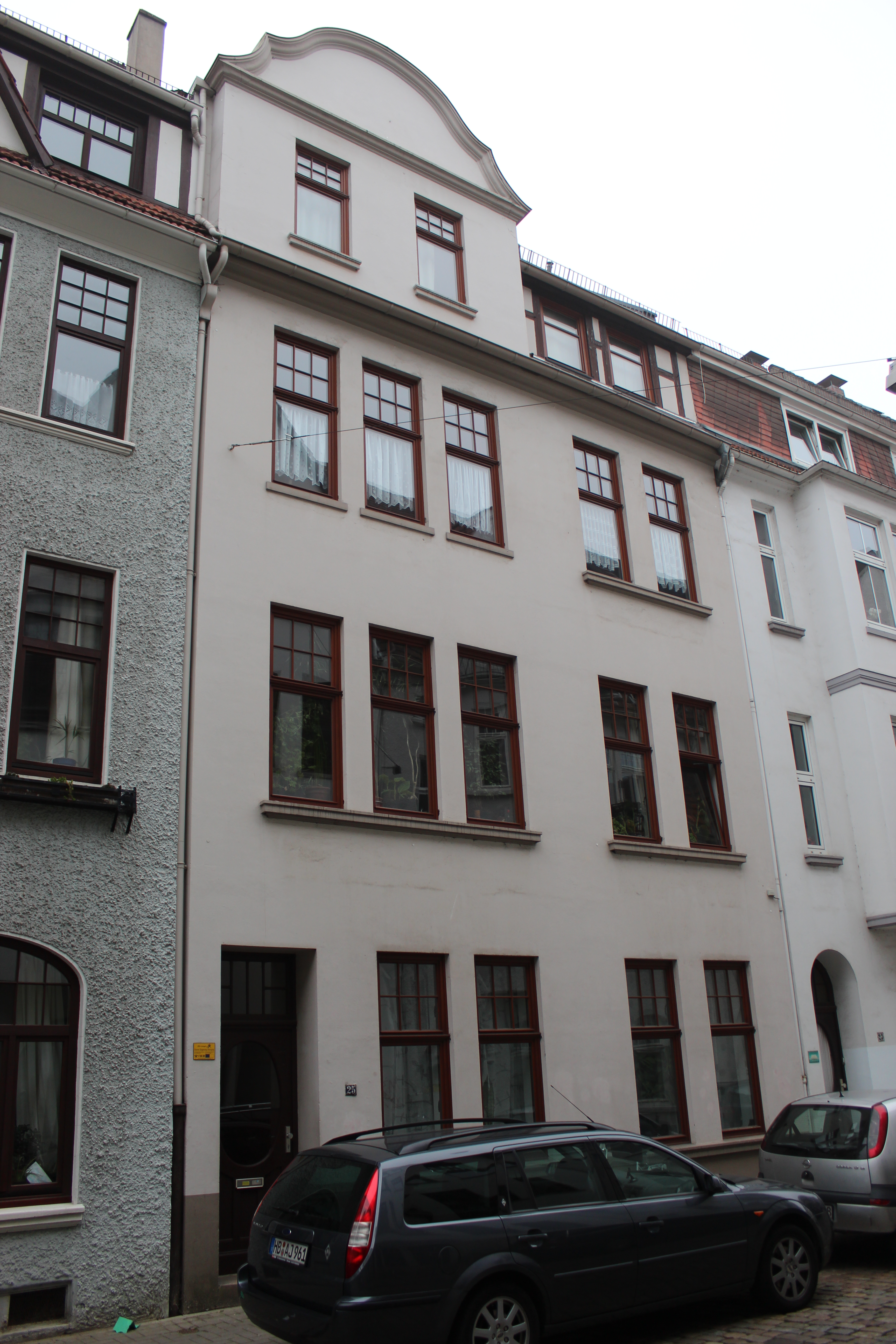
Rückertstraße 25
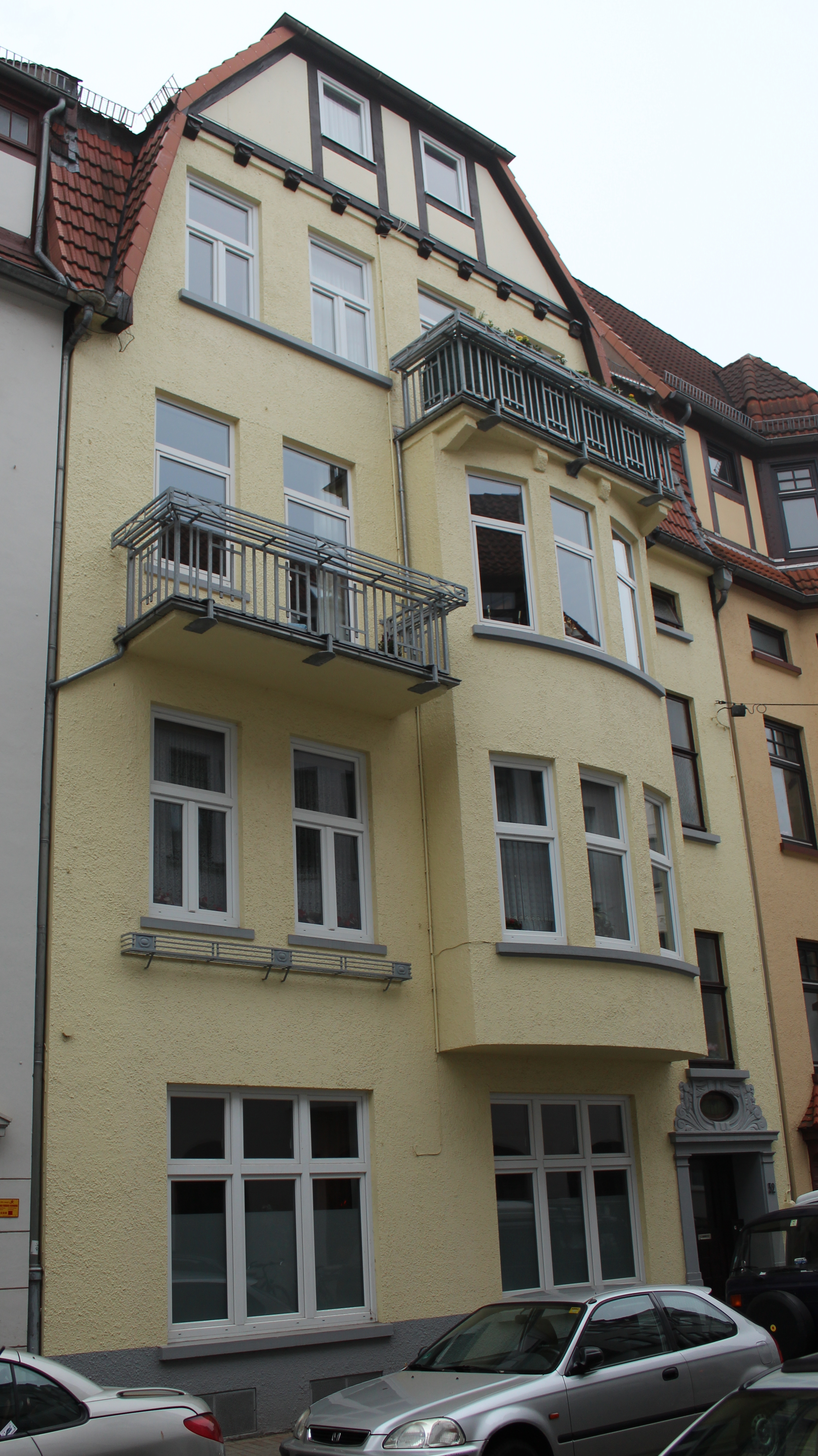
Rückertstraße 32
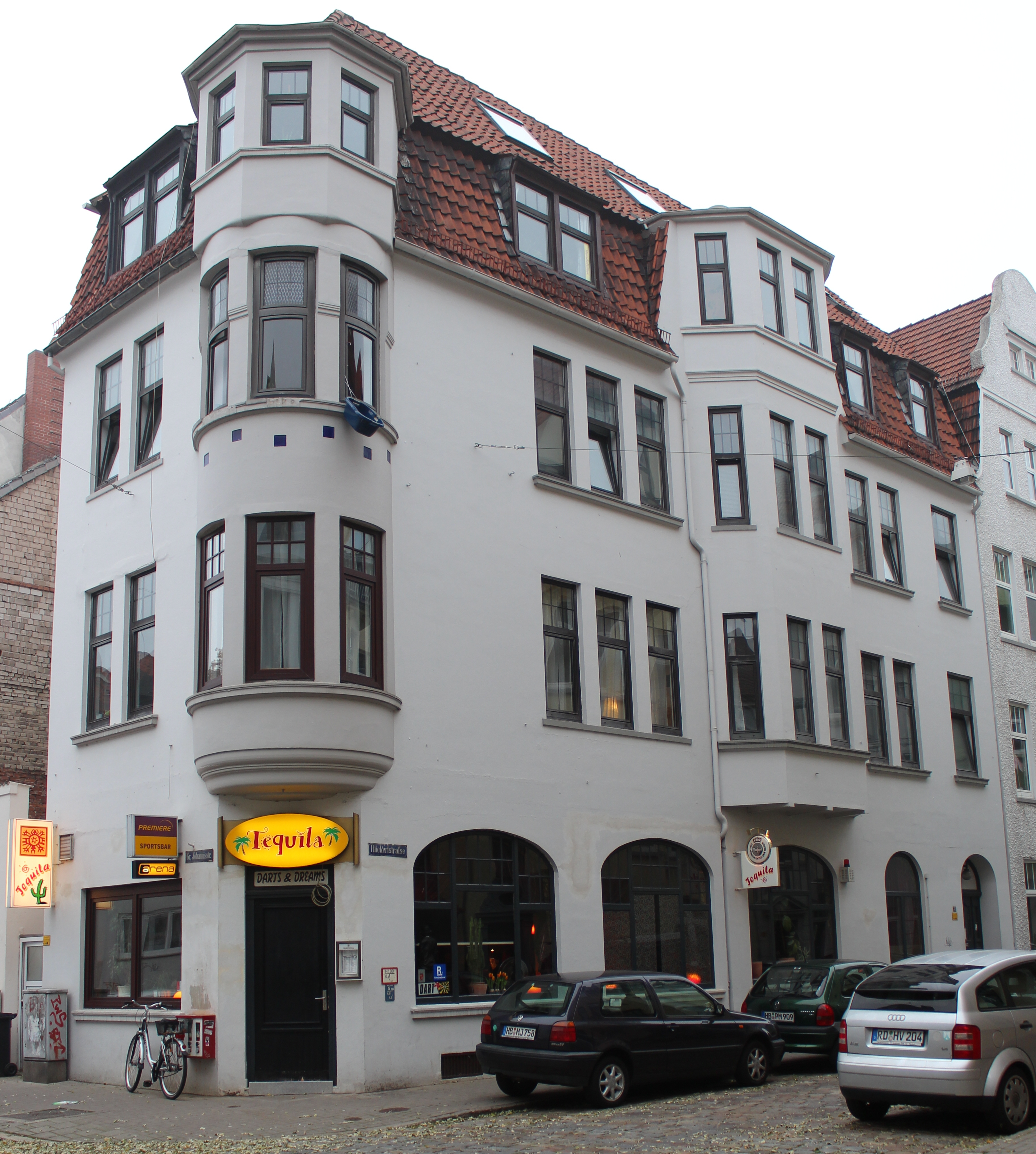
Rückertstraße 33/Große Johannisstraße 61
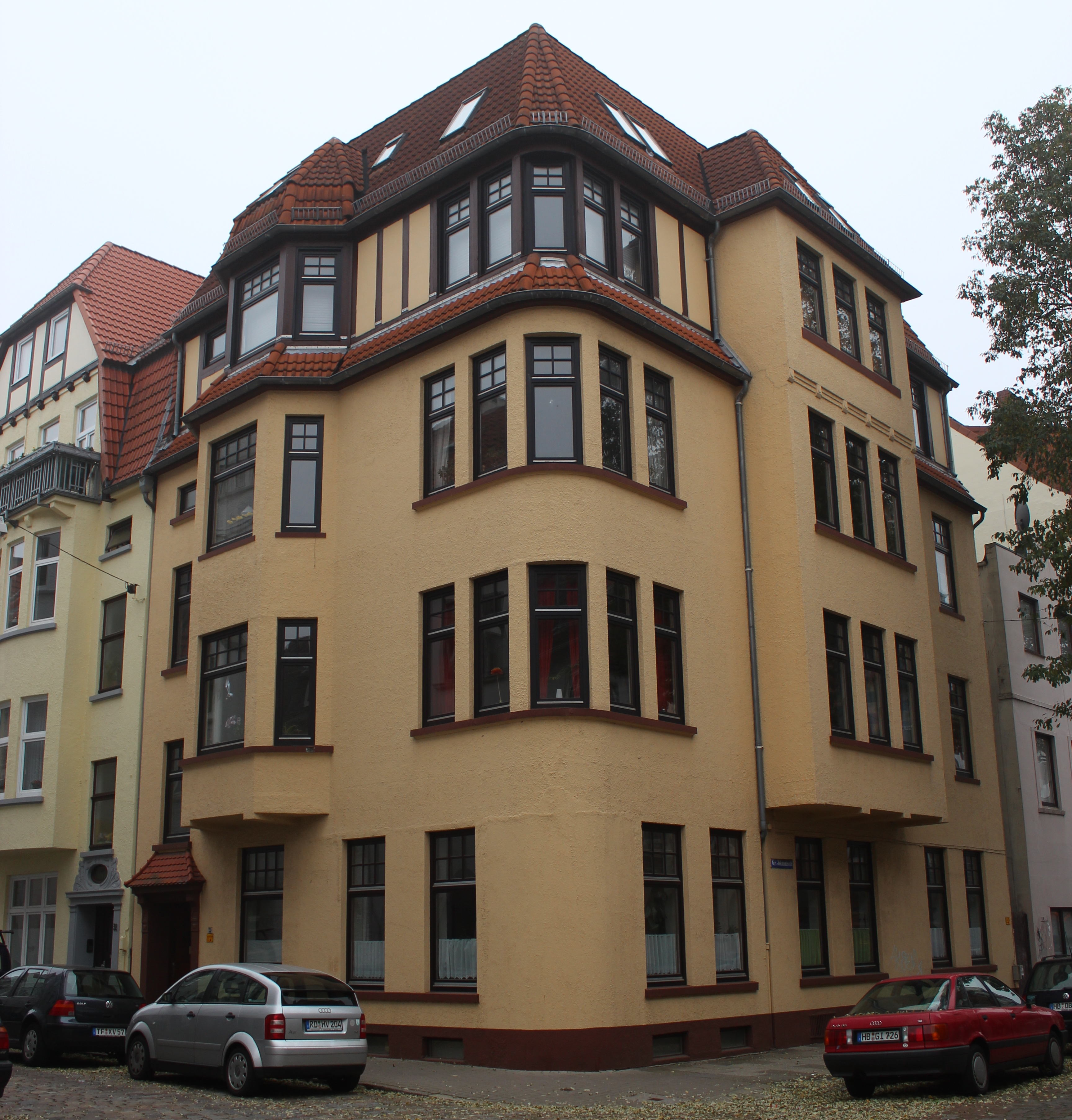
Rückertstraße 34/Große Johannisstraße 59